# Publius Nasellius Proclianus

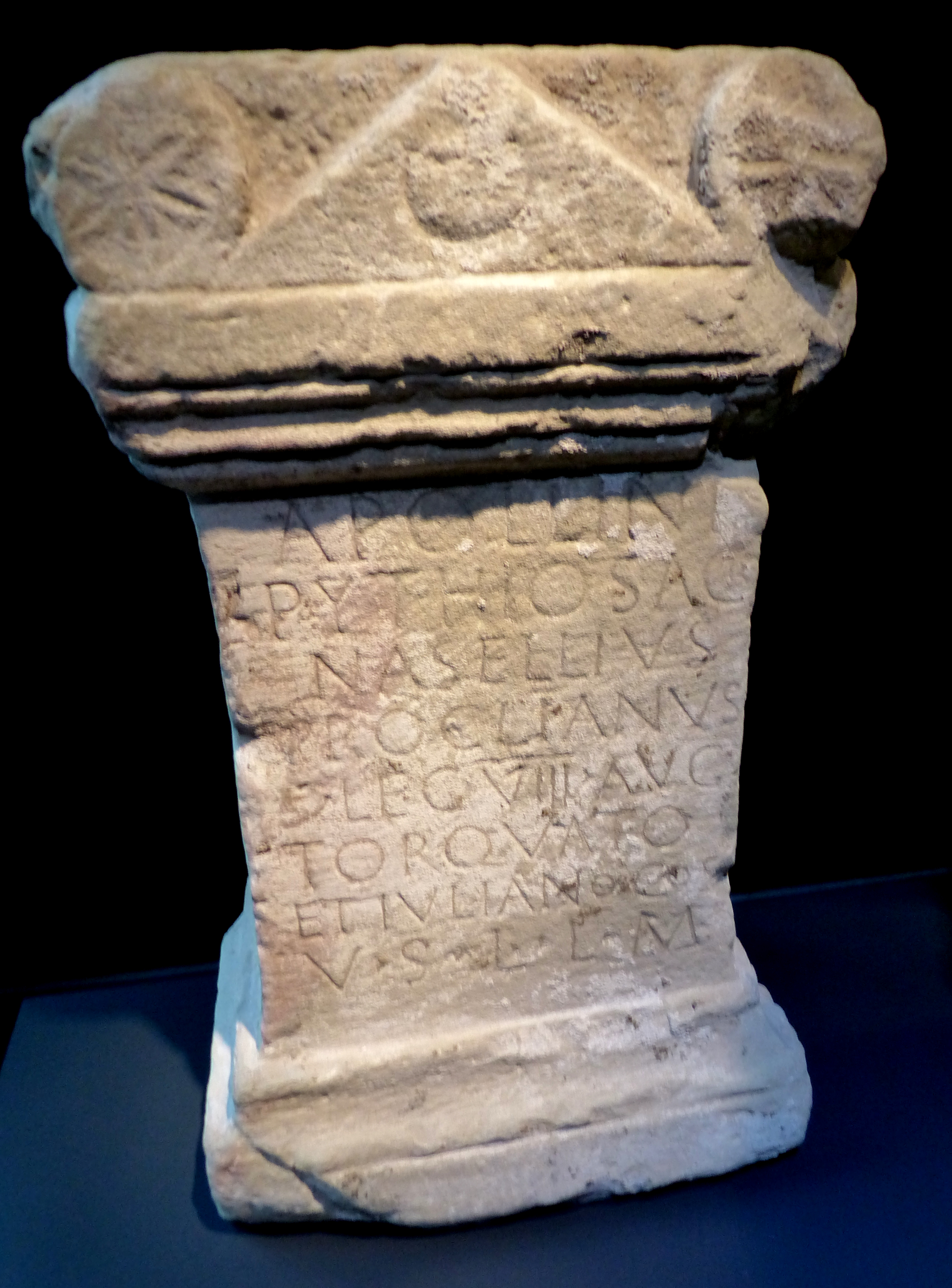
Der Altar mit der Inschrift

Publius Nasellius Proclianus war ein im 2. Jahrhundert n. Chr. lebender Angehöriger der römischen Armee.
Durch eine Weihinschrift, die beim Kastell Heilbronn-Böckingen gefunden wurde und die auf 148 datiert ist, ist belegt, dass Proclianus Centurio der Legio VIII Augusta war. Aus der Inschrift geht darüber hinaus hervor, dass er auch Praepositus der Cohors I Helvetiorum war, die zu diesem Zeitpunkt in der Provinz Germania superior stationiert war.
Bei Böckingen wurden noch zwei weitere Weihinschriften gefunden, die Proclianus errichten ließ.